# Проскура, Георгий Фёдорович
Георгий Фёдорович Проску́ра (16 апреля 1876, Смела, Черкасский уезд — 30 октября 1958, Харьков) — советский учёный, специалист в области гидромашиностроения и гидроаэродинамики, академик АН УССР (1929), заслуженный деятель науки и техники УССР (1944).

## Биография
В 1895 году окончил Елисаветградское реальное училище, в 1901 — московское ИМТУ.
В 1902—1904 в командировке в Швейцарии, на заводе Эшер-Висс изучал производство гидротурбин. В 1904—1906 в Санкт-Петербурге инженер-конструктор на франко-российском судостроительном заводе, занимался созданием новейших судовых паровых машин.
С 1906 работал в Харьковском технологическом институте (с 1911 профессор при кафедре прикладной механики и теории построения машин, с 1914 зав. лабораторией гидравлических машин, созданной проф. Альбицким В. И.).
В 1910 году в научно-техническом обществе ХТИ организовал аэросекцию. В 1921 году на базе кафедры гидравлики основал кафедру гидромеханики и авиации.
Был одним из организаторов и членом правления Общества авиации и воздухоплавания Украины и Крыма (ОАВУК), основанного в 1923 году в первой столице Украинской ССР в Харькове.
В 1934 году построил первую в СССР гидродинамическую трубу для исследования гидродинамических решёток.
Во время войны — в эвакуации на Урале. Сразу после освобождения Харькова создал в ХАИ кафедру по новым типам двигателей для летательных аппаратов. В 1944—1954 директор лаборатории проблем быстроходных машин и механизмов АН УССР.
До революции неоднократно обсуждался на Ученом совете ХТИ как прожектёр и бездельник, автор плагиатных трудов. Впоследствии учел критику и отошел от общей гидравлики. Основные научные труды по теории пропеллерных водяных турбин и насосов, кавитации в гидромашинах, применению гидравлических муфт для транспортных машин, теории воздушных винтов. Наряду с П. П. Копняевым активно участвовал в травле проф. П. М. Мухачёва, вынудив последнего оставить ХТИ и работать в других организациях, например, руководить УкрНИИМетом.

## Награды и премии
- Сталинская премия II степени (22 марта 1943) — за многолетние выдающиеся работы в области науки и техники
- Заслуженный деятель науки и техники УССР (1944)
- 2 ордена Ленина (в том числе 22 июня 1946)
- орден Трудового Красного Знамени (28 августа 1944)
- медали